# Maat Mons
Maat Mons là một ngọn núi lửa hình khiên khổng lồ. Đây là ngọn núi cao thứ hai và là ngọn núi lửa cao nhất trên Sao Kim. Nó cao hơn gần 5 km so với đồng bằng xung quanh. Nó được đặt theo tên của nữ thần sự thật và công lý Ai Cập, Ma'at.

## Cấu trúc
Maat Mons có một hõm chảo lớn, kích thước 28×31 km. Trong hõm chảo lớn có ít nhất năm miệng núi lửa nhỏ hơn, đường kính lên tới 10 km.
Một chuỗi các miệng núi lửa nhỏ có đường kính 3–5 km, kéo dài khoảng 40 km dọc theo sườn phía đông nam của núi lửa. Chúng có thể không chỉ ra một vụ phun trào khe nứt lớn, nhưng chúng dường như cũng được hình thành do sự sụp đổ: hình ảnh độ phân giải đầy đủ từ tàu thăm dò Magellan cho thấy không có bằng chứng của dung nham chảy từ những hố.
Ít nhất hai sự kiện sụp đổ cấu trúc quy mô lớn dường như đã xảy ra trong quá khứ tại Maat Mons.

## Hoạt động
Việc thăm dò bằng radar của tàu thăm dò Magellan đã tiết lộ bằng chứng cho các hoạt động núi lửa tương đối gần đây tại Maat Mons, dưới dạng tro bụi chảy gần đỉnh và trên sườn phía bắc.
Điều thú vị đối với các nhà địa chất hành tinh là các nghiên cứu khí quyển được thực hiện bởi tàu thăm dò Pioneer Venus vào đầu những năm 1980 đã cho thấy sự thay đổi đáng kể về nồng độ của sulfur dioxide (SO2) và methan (CH4) trong bầu khí quyển giữa và trên của Sao Kim. Một lời giải thích khả dĩ cho vấn đề này là việc phun khí núi lửa vào bầu khí quyển bởi các vụ phun trào plinian tại Maat Mons.
Các nghiên cứu gần đây hơn đã gợi ý rằng cấu trúc núi lửa, sự phân bố dòng dung nham, miệng hố, hình thái đỉnh và các đặc điểm quy mô nhỏ khác là dấu hiệu cho thấy hoạt động núi lửa gần đây trên Maat Mons.
Mặc dù nhiều bằng chứng cho thấy Sao Kim có khả năng đang có hoạt động núi lửa, nhưng vụ phun trào ngày nay tại Maat Mons vẫn chưa được xác nhận.